# Saint-Jal
Saint-Jal – miejscowość i gmina we Francji, w regionie Nowa Akwitania, w departamencie Corrèze.
Według danych na rok 1990 gminę zamieszkiwało 616 osób, a gęstość zaludnienia wynosiła 23 osoby/km² (wśród 747 gmin Limousin Saint-Jal plasuje się na 210. miejscu pod względem liczby ludności, natomiast pod względem powierzchni na miejscu 209.).